# La vida loca
La vida loca és un documental dirigit per Christian Poveda del 2009 que presenta una investigació excepcional i un accés únic a uns personatges extrems d'una de les bandes més perilloses i violentes de tot Llatinoamèrica, la Mara 18. Poveda va conviure amb alguns dels protagonistes 1 any i mig, i va ser assassinat a El Salvador un any després d'estrenar-se el documental al Festival Internacional de Cinema de Sant Sebastià.

## Argument
La pel·lícula retrata el dia a dia de la Mara 18, una banda criminal present a San Salvador coneguda per l'ús de la ultraviolència i la crueltat. La seva existència esmicola els principis democràtics de la societat i condemna molts joves a un futur sense esperança i a una mort prematura: assassinats, funerals, represàlies, controls policials i condemnes de presó esdevenen el pa de cada dia.
A més, el cos policial es veu impotent per a frenar el cercle viciós de la guerra fora de control entre bandes davant la manca de programes de reinserció. D'altra banda, es segueix la història d'aquelles persones exmembres de les maras ara penedides i que pretenen deixar el crim enrere treballant en un forn de pa. Tot i això, el jove que va tenir la idea del forn és acusat d'homicidi en una mostra més de la corrupció política i policial que aterreix la població.